# Pagoda Xá Lợi
La Pagoda Xá Lợi (in vietnamita: Chùa Xá Lợi; chữ Hán: 舍利 寺) è la più grande pagoda della città di Hồ Chí Minh, in Vietnam. Fu costruita nel 1956 e fu sede centrale del buddismo del Vietnam del Sud. La pagoda è situata nel distretto 3 della città di Hồ Chí Minh ed occupa un'area di 2500 metri quadrati. Il nome Xá Lợi è la traduzione vietnamita di śarīra, un termine usato per le reliquie buddiste.
La pagoda è nota per le incursioni subite. Il 21 agosto 1963 l'Esercito delle forze speciali della Repubblica del Vietnam, fedele a Ngô Đình Nhu, fratello del presidente cattolico romano Ngô Đình Diệm, fece irruzione e distrusse parte dei monasteri buddisti e delle pagode.